# Malle sanglante de Millery
La malle sanglante de Millery, malle à Gouffé,, affaire Gouffé ou affaire Eyraud-Bompard sont les noms donnés à une affaire criminelle française débutant le 26 juillet 1889 avec le constat de la disparition d'un fonctionnaire parisien de la rue Montmartre suivi, deux semaines plus tard, par la découverte de restes humains difficilement identifiables et des débris d'une malle, respectivement à Millery et à Saint-Genis-Laval, près de Lyon. L'affaire connaîtra, durant près d'une année, de multiples rebondissements, dont la presse française de la fin du XIXe siècle se fera largement l'écho.
La victime est un huissier de justice réputé, Toussaint-Augustin Gouffé. Un couple sera reconnu coupable de son assassinat, Michel Eyraud et Gabrielle Bompard ; le premier, arrêté à Cuba au terme d'une cavale en Amérique du Sud et du Nord puis extradé, est condamné à mort et guillotiné le 3 février 1891, et la seconde, qui pour sa défense dira avoir été hypnotisée par son amant criminel, est condamnée à une peine de vingt ans de travaux forcés.

## Découverte de la malle

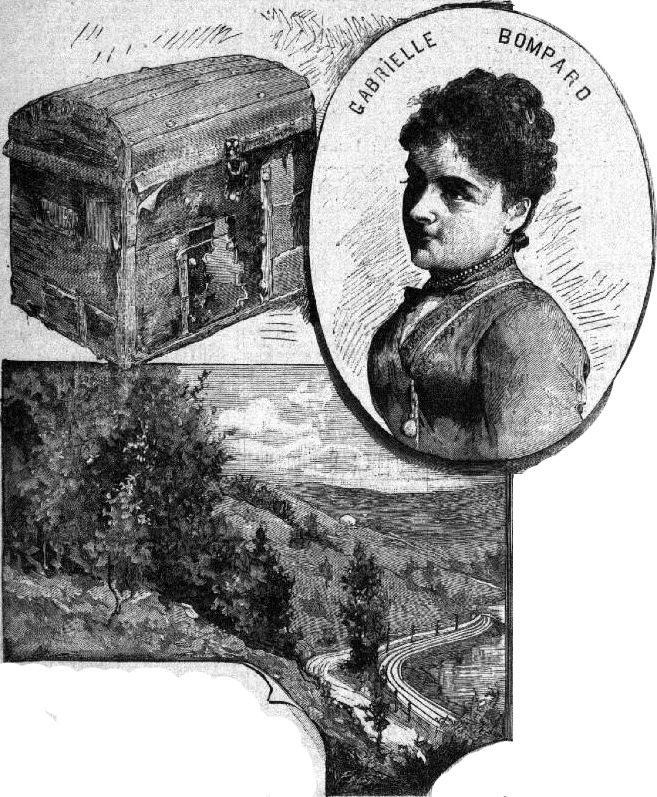
L'Affaire Gouffé. La malle dans laquelle a été transporté le cadavre. - Vue de Millery. - Gabrielle Bompard, maîtresse d'Eyraud, l'assassin présumé. Gravure d'Ernest Clair-Guyot. Illustration en une du Supplément littéraire illustré du Petit Parisien, 15 décembre 1889.

Le 13 août 1889, un cantonnier du nom de Denis Coffy, alerté par des gens disant avoir remarqué une odeur pestilentielle sur la route départementale reliant Vernaison à Millery, près de Lyon, inspecte l'endroit. Au lieu-dit « La Tour de Millery », dans un buisson en contrebas, il aperçoit un gros sac en toile cirée dégageant en effet une odeur nauséabonde. À l'intérieur se trouve, recroquevillé, un cadavre nu et dans un état de décomposition avancée. Les autorités sont alertées. Là d'où le sac semble avoir été jeté, les enquêteurs repèrent une petite clef,.

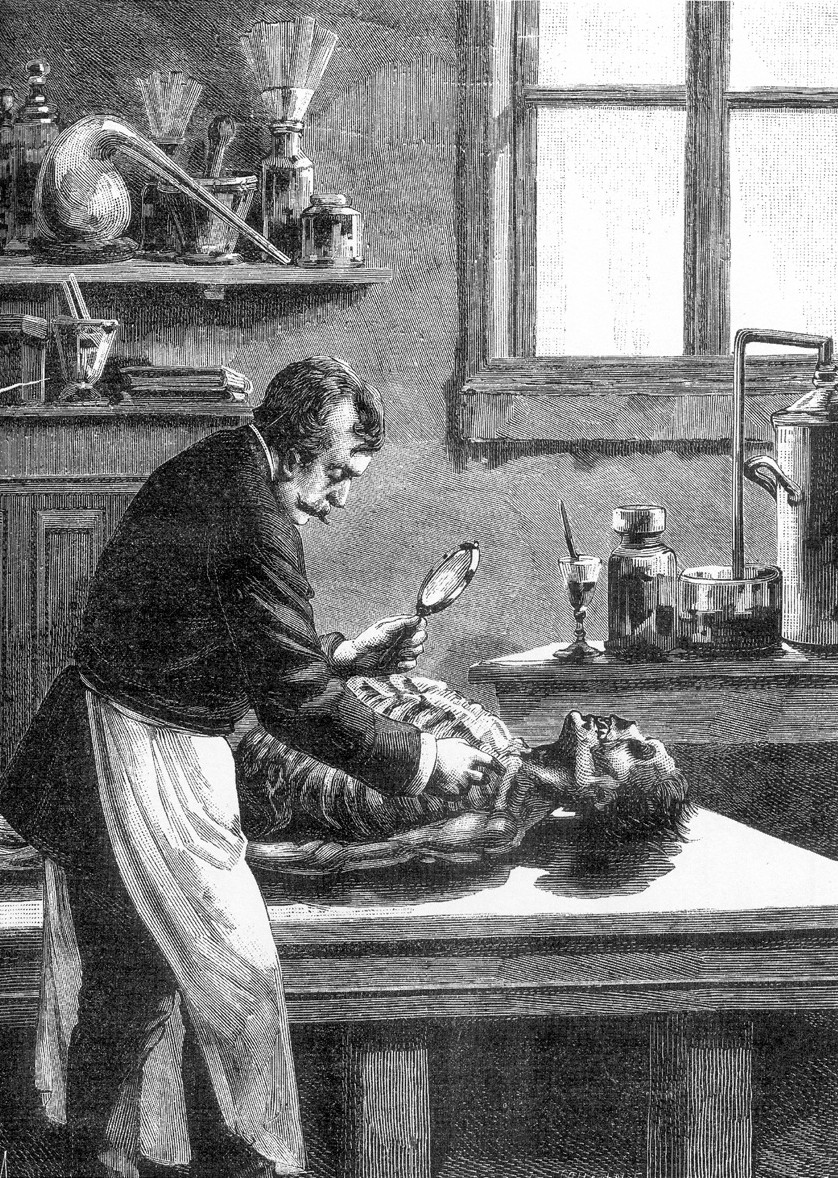
Alexandre Lacassagne autopsiant le cadavre de Gouffé.

Le corps est emmené à la faculté de médecine de Lyon, où le médecin légiste Paul Bernard procède à l'autopsie le 14 août. Il constate dans son rapport que le corps dénudé est ligoté avec sept mètres de cordes, que la tête est enveloppée dans une toile cirée noire, et que la victime est apparemment morte par strangulation depuis trois à cinq semaines. Mais, chargé de l'identification, le docteur ne peut guère se prononcer. Conservé dans le formol, ce n'est que trois mois plus tard que le corps pourra être identifié par le professeur Alexandre Lacassagne – l'autopsie, débutée le 13 novembre 1889, aura duré huit jours –, sur base notamment de cheveux prélevés sur le peigne d'un disparu et de la description d'une ancienne blessure de celui-ci, dans ce qu'on présente aujourd'hui comme les prémices de la police scientifique. La victime est un huissier de justice de quarante-neuf ans, Toussaint-Augustin Gouffé, dont l'étude, sise au no 148 de la rue Montmartre à Paris, est l'une des plus importantes de la capitale, et dont la disparition était en son temps loin d'être passée inaperçue. Il est décrit comme un veuf respectable, élevant convenablement ses deux filles, mais multipliant néanmoins les « conquêtes féminines ».
À Saint-Genis-Laval, la découverte des débris d'une malle en bois par un marchand d'escargots, deux jours après la sinistre trouvaille du cantonnier, précipite l'enquête. La petite clef s'adapte à la serrure, un clou manquant est semblable à un clou retrouvé à Millery, et la puanteur qui se dégage du coffre ne laisse planer aucun doute quant à l'usage qui en a été fait. Une étiquette collée à l'une des planches apprend que la malle a voyagé de Paris à Lyon, par chemin de fer, en date du 27 juillet 1888 ou 1889, le dernier chiffre étant partiellement effacé. Les registres de la compagnie PLM permettent de s'assurer que 1889 est l'année exacte, et cette date correspond au lendemain de la disparition de l'huissier. Le procureur de Lyon décide de transmettre les éléments en sa possession au Parquet de Paris qui confie l'enquête au commissaire Marie-François Goron, chef de la Sûreté parisienne depuis 1887. Les inspecteurs font rapidement le rapprochement avec la disparition de l'huissier (le 29 juillet, son beau-frère, inquiet de son absence inexpliquée, alerte le commissariat du quartier) et constatent en perquisitionnant son étude que des papiers y ont été dérangés mais une somme de 14 000 francs retrouvée sur le bureau exclut la thèse du crime crapuleux. En explorant les habitudes et les relations de cet homme, ils s'aperçoivent qu'il a fréquenté, peu avant sa disparition, un couple d'escrocs : Michel Eyraud et la maîtresse de ce dernier, Gabrielle Bompard. Coïncidence plus que troublante : ceux-ci ont quitté précipitamment Paris le 27 juillet. Le 29 novembre, l'un des premiers mandats d'arrêt internationaux est lancé contre les deux suspects. Plus tard, les soupçons se confirment lorsqu'un layetier londonien reconnaît la malle, qu'il a vendue quatre mois plus tôt à Eyraud et Bompard.

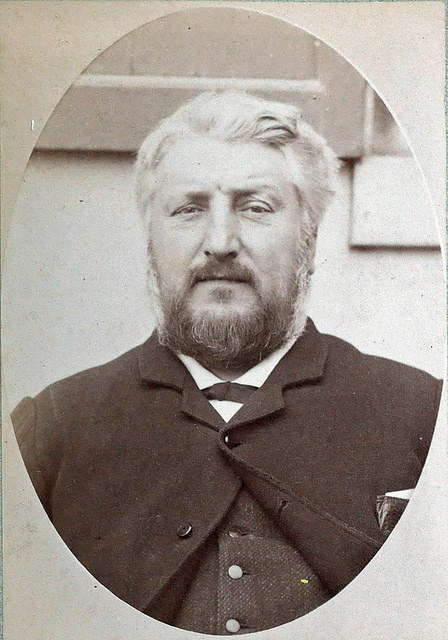
L'huissier de justice Toussaint-Augustin Gouffé.
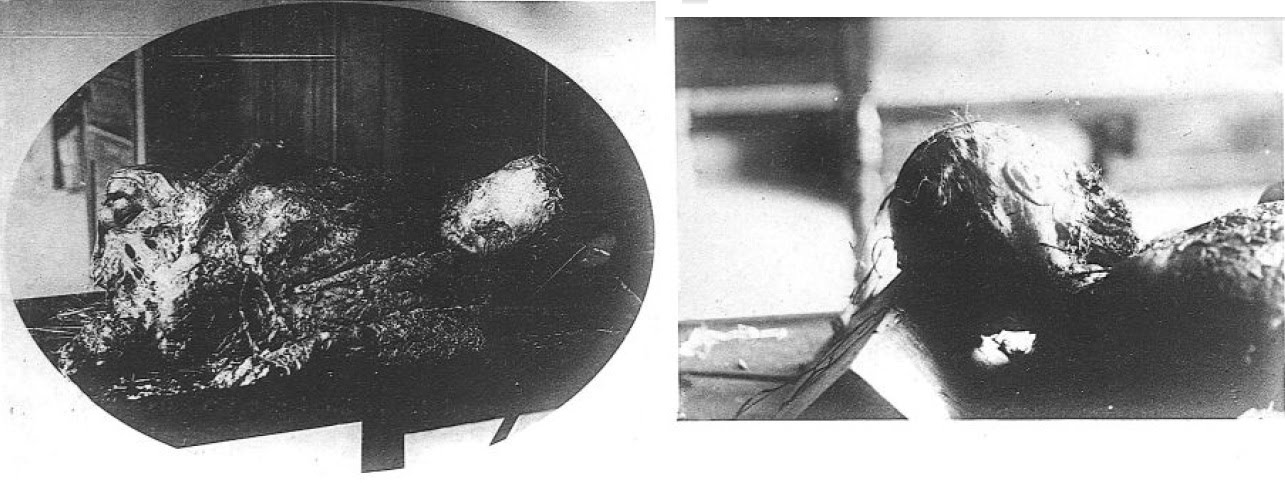
La cadavre décomposé de Gouffé.

## Déroulement du meurtre

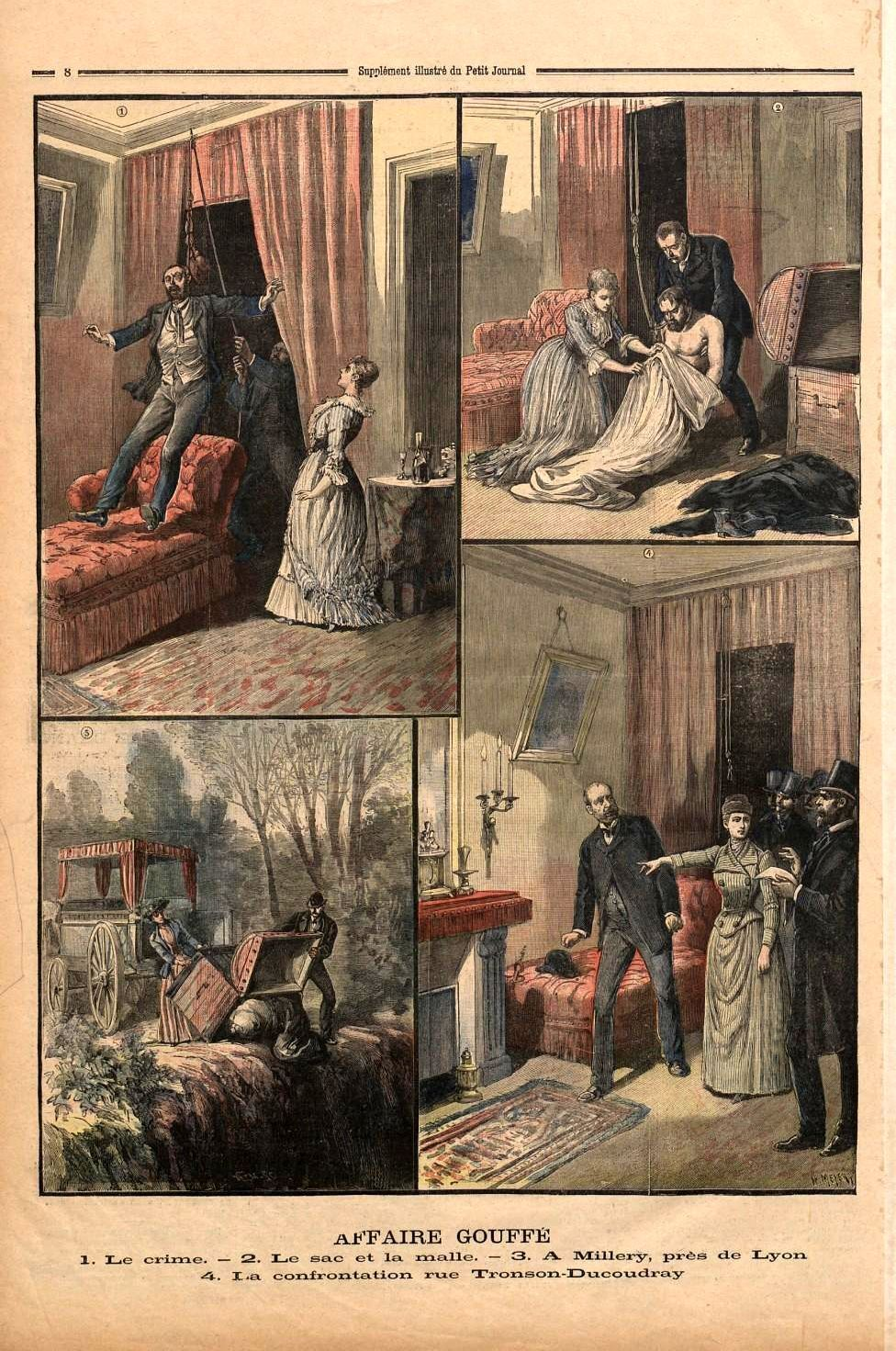
« Affaire Gouffé ». Dessin d'Henri Meyer. Supplément illustré du Petit Journal, 20 décembre 1890.

Le 26 juillet 1889, Gabrielle Bompard reçoit l'huissier, qu'elle a le jour-même fait mine de rencontrer accidentellement dans un café et incité, par ses avances, à venir lui rendre visite, dans l'appartement parisien qu'elle et son complice louent dans le 8e arrondissement, au no 3 de la rue Tronson-du-Coudray. Nue sous sa robe de chambre, elle l'invite à s'asseoir sur le lit et joue de ses charmes. Lui proposant un petit jeu sexuel, elle lui passe autour du cou la ceinture qui ferme sa robe de chambre. Eyraud, qui se tient caché derrière un paravent, se saisit alors de la ceinture, l'attache à une corde préalablement passée dans une poulie fixée au plafond, et tire. Mais Gouffé résiste. Eyraud, paniqué, sort de sa cachette, bondit sur l'huissier, et l'étrangle de ses mains,. Le couple fait ensuite l'amour sur le lit, à un mètre du cadavre. Lors des auditions du procès, Eyraud charge sa compagne et dira que c'est elle qui a passé la cordelière au cou de Gouffé, en lui disant « Ça te ferait une belle cravate ».
Voyant que l'huissier n'a pas d'argent sur lui, Eyraud décide de se rendre seul à son étude en se servant des clefs de sa victime. Cependant, à cause de la pénombre des locaux et dans sa précipitation, il ne trouve pas les 14 000 F laissés dans le bureau. Sans butin, les assassins tentent alors de se débarrasser du cadavre. Ils le placent dans une malle achetée plus tôt à Londres et expédient celle-ci jusque Lyon, via la ligne Paris-Marseille. À Lyon, ils récupèrent à la gare l'encombrant bagage, et louent un cabriolet pour le transporter. Lorsque la malle de 105 kg commence à devenir trop lourde pour eux et que, surtout, l'odeur de putréfaction commence à être perceptible, ils l'abandonnent sur la route de Millery. Le couple embarque ensuite pour l'Amérique.

## Portraits des tueurs

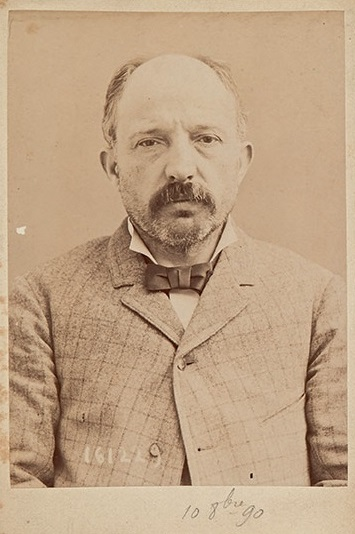
Photographie d'identité judiciaire de Michel Eyraud.

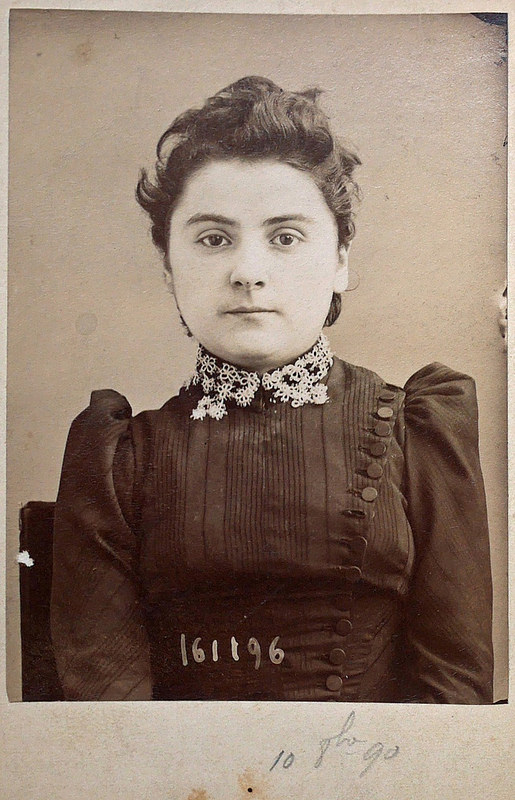
Photographie d'identité judiciaire de Gabrielle Bompard.

Michel Eyraud (né à Saint-Étienne, le 30 mai 1843 au 9 rue d'Annonay, aujourd'hui: rue du Onze Novembre) est fils de négociants. Il s'est marié le 17 mars 1870 à Paris 17e avec Louise Laure Bourgeois, et est le père d'une fille, nommé Marguerite Louise Eyraud qui meurt à l'âge de neuf ans à Asnières-sur-Seine le 4 juillet 1882 chez ses parents au 11bis rue de Colombes. Mari violent et volage, il a abandonné son épouse, battue et humiliée, pour embrasser la carrière d'« aventurier ». Il s'engage un temps dans l'armée et participe, en 1863, en tant que caporal de chasseurs à pied, aux combats durant l'expédition du Mexique, avant de déserter. Il vit alors d'escroqueries et d'autres affaires véreuses. L'associé de Gouffé, Rémy Launay, est longtemps suspecté par les enquêteurs d'être le commanditaire du meurtre car il avait d'énormes dettes arrivant à échéance et donc un mobile pour faire disparaître son créancier Gouffé mais Eyraud disculpe Launay qui bénéficie d'un non-lieu .
Gabrielle Bompard (née à Lille le 13 août 1868), sa compagne, est tout juste âgée de vingt et un ans au moment des faits. Fille d'un marchand de métaux assez aisé du Nord, elle se laisse séduire à l'âge de seize ans par un homme abusif qui l'abandonne rapidement. Chassée par sa famille, elle monte à Paris en 1888 où elle se retrouve prise dans les griffes d'un proxénète du boulevard Malesherbes. Elle fait alors la connaissance d'Eyraud qui la prend sous sa protection, devient sa maîtresse et se livre occasionnellement à la prostitution. Petite, assez belle, elle possède un caractère déroutant, peut-être dû à une jeunesse gâchée par un père égoïste. Malgré son jeune âge, elle traîne néanmoins derrière elle une solide réputation de fille dévergondée.

## Arrestation et procès

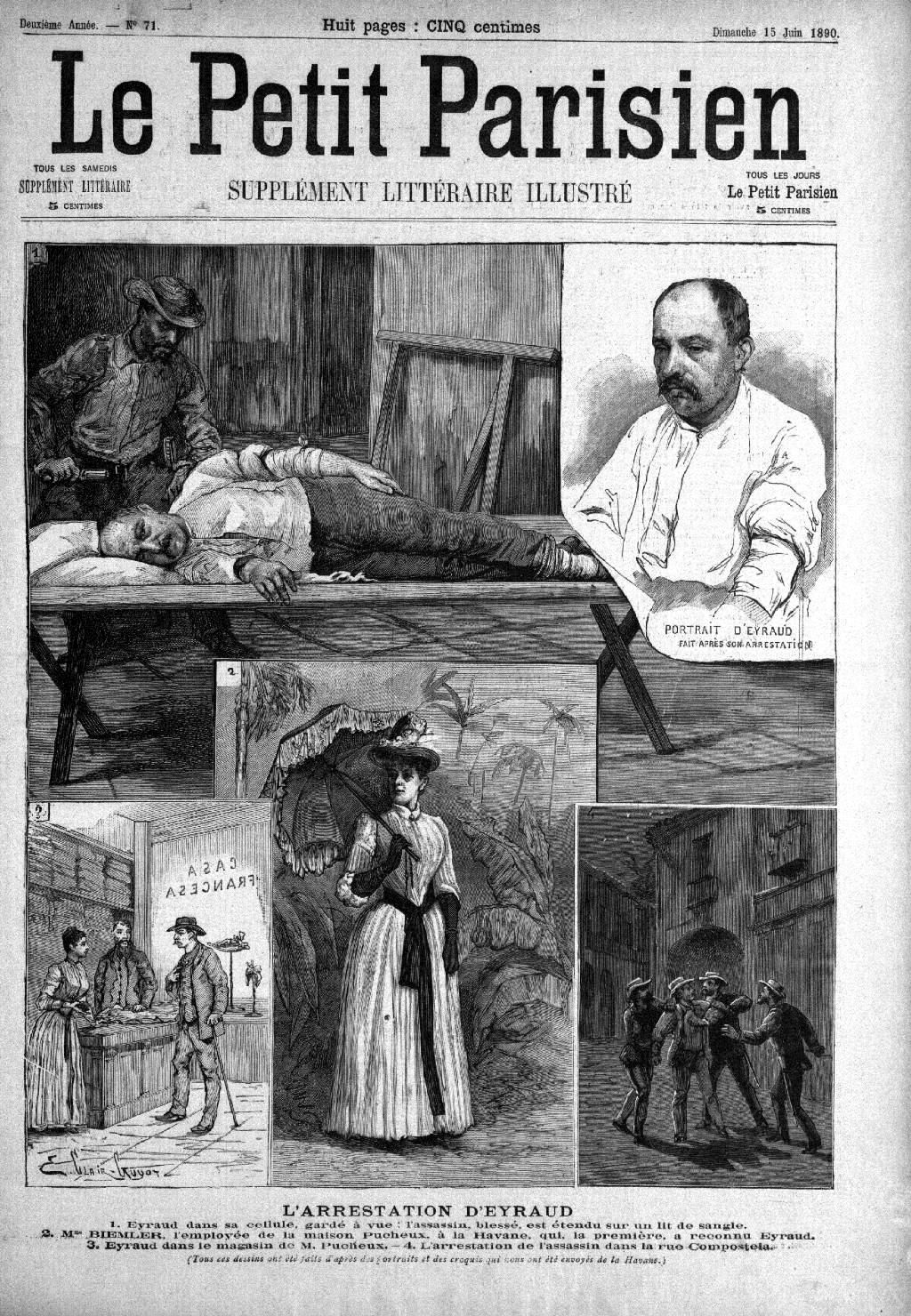
« L'arrestation d'Eyraud ». Gravure d'Ernest Clair-Guyot. Une du Supplément littéraire illustré du Petit Parisien, 15 juin 1890.

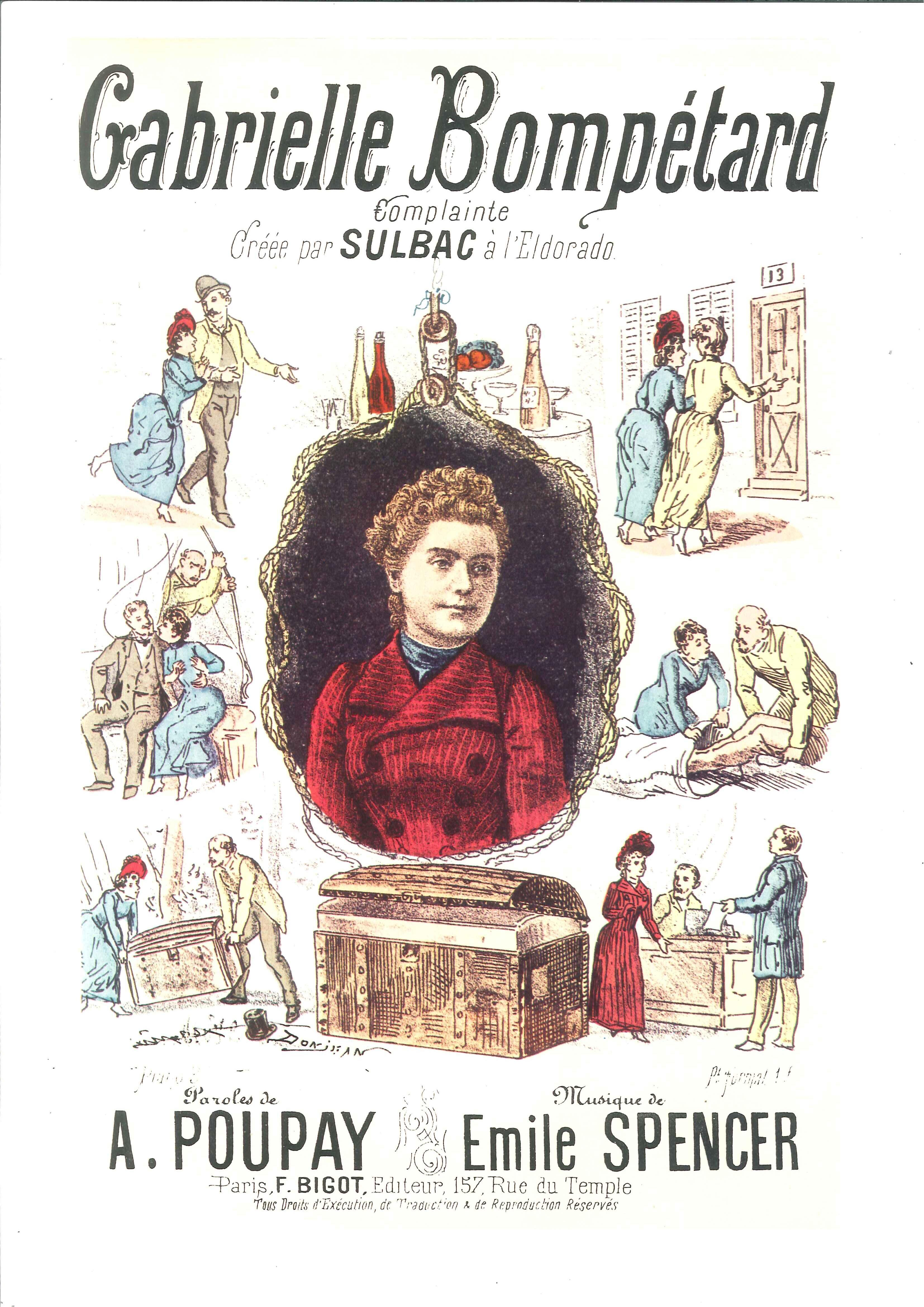
Gabrielle Bompétard. Complainte créée par Sulbac à l'Eldorado, 1890. Couverture de la partition d'une chanson inspirée par l'affaire.

Alors qu'ils sont à San Francisco, Gabrielle Bompard quitte Eyraud et rentre en France, où elle se constitue prisonnière le 22 janvier 1890. Elle nie d'abord toute participation à l'assassinat et accable son amant, mais elle finit par craquer et se met à tout raconter dans le détail. Eyraud, pendant ce temps, poursuit sa cavale entre le Canada, les États-Unis et le Mexique, vivant d'expédients, parfois d'escroqueries. En juin 1890, après avoir échappé plusieurs fois de justesse aux policiers français qui s'étaient lancés à ses trousses, il est finalement appréhendé à La Havane, où il s'était réfugié.
Le procès des « assassins de la malle à Gouffé » s'ouvre le 16 décembre 1890 devant la cour d'assises de la Seine. Le 20 décembre le verdict tombe. Bien que défendu par le célèbre avocat Félix Decori, Michel Eyraud est condamné à mort. Il est guillotiné, place de la Roquette, le 3 février 1891, par le bourreau Louis Deibler.
Maître Henri-Robert, avocat de Gabrielle Bompard, plaide que sa cliente, soumise à Eyraud au moyen de l'hypnose – pratique très en vogue à l'époque –, a été la complice involontaire de celui-ci. C'est ce qui explique probablement un verdict plus clément pour la jeune femme, puisqu'elle s'en sort avec les circonstances atténuantes et une condamnation à vingt ans de travaux forcés, qu'elle purge à la prison de femmes de Nanterre, puis à la centrale de Clermont, dans l'Oise. Elle est finalement libérée en 1905, avant le terme de sa peine, et après avoir bénéficié de plusieurs réductions de peine pour bonne conduite,. Elle devient ouvreuse dans un théâtre reconverti en cinéma, et son passé inspirera à son public la complainte Gabrielle Bompard. Elle finit ses jours, oubliée, en 1920.

## Postérité
Le commissaire Goron fait valoir ses droits à la retraite à quarante-huit ans et écrit ses mémoires, comme ses prédécesseurs François Vidocq ou Gustave Macé, se faisant l'historien de ses propres exploits. Pendant seize ans, le public s'arrache les vingt et un livres – dont l'affaire dite de « la malle à Gouffé » parue en 1890 – de ce policier « un brin fanfaron ».

### Sources primaires
- « Michel Eyraud et Gabrielle Bompard », dans Gaston Lèbre (dir.), Revue des grands procès contemporains. Tome IX. - Année 1891, Paris, Chevalier-Marescq, 1891, p. 19-107, lire en ligne sur Gallica. – Compte-rendu du procès.
- Marie-François Goron (préf. Jean-Marc Berlière), L'amour criminel : mémoires du chef de la Sûreté de Paris à la Belle Époque, Bruxelles, Éditions André Versaille, coll. « Redécouvertes », 2010, 254 p. (ISBN 978-2-87495-058-2, présentation en ligne).
- Jules de Grandpré (Jules Beaujoint), La Malle sanglante. Assassinat de l'huissier Gouffé. Affaire Eyraud et Gabrielle Bompard, Paris, Fayard, 1890, 1039 p., ill, lire en ligne sur Gallica.
- Alexandre Lacassagne, L'Affaire Gouffé. Acte d'accusation. Rapports de MM. les Drs Paul Bernard, Lacassagne, Brouardel, Mottet et Ballet. - Documents divers, Lyon, A. Storck - Paris, G. Masson, coll. « Bibliothèque de criminologie, 5 », 1891, 91 p., ill. - En ligne sur le site Medic@.
- Gilles de la Tourette, Georges (1891a), "Correspondance: L’Epilogue d’un procès célèbre", Le Progrès Médical, Vol.13, No.7, (14 February 1891), pp. 135-136.
- Gilles de la Tourette, Georges (1891b), L'épilogue d'un procès célèbre (Affaire Eyraud-Bompard), Paris: Aux Bureaux du Progrès Médical.
- Émile Laurent, Les Suggestions criminelles. Viols, Faux et captations, Faux témoignages, Viols moraux, Les Suggestions en amour, Gabrielle Fenayrou et Gabrielle Bompard, Lyon, Storck - Paris, Société d'éditions scientifiques, 1891, 56 p. – En ligne sur Gallica.
- Félix Fénéon,  Nouvelles en trois lignes, 1906, éditeur Libella, collection Libretto, 160 p., Paris, 2019  (ISBN 978-2-36914-446-5).
- Edmond Locard, La Malle sanglante de Millery : Affaire Gabrielle Bompard-Eyraud, Paris, Gallimard, 1934.
- (en) Sims, George R. (1921), "Was Gabrielle Hypnotised?: 'Thrilling Stories of Criminals I have Met'", The Peak Downs Telegram, (Saturday, 22 January 1921), p. 4.

### Filmographie
- 1957 : La Malle à Gouffé, téléfilm réalisé par Claude Barma et diffusé dans le cadre de la série En votre âme et conscience.

### Émission de radio
- 1889, la malle sanglante, un épisode de l'émission Hondelatte raconte sur Europe 1« 1889, la malle sanglante - L'intégrale », sur Europe 1 (consulté le 28 avril 2021).